# Matt Harding

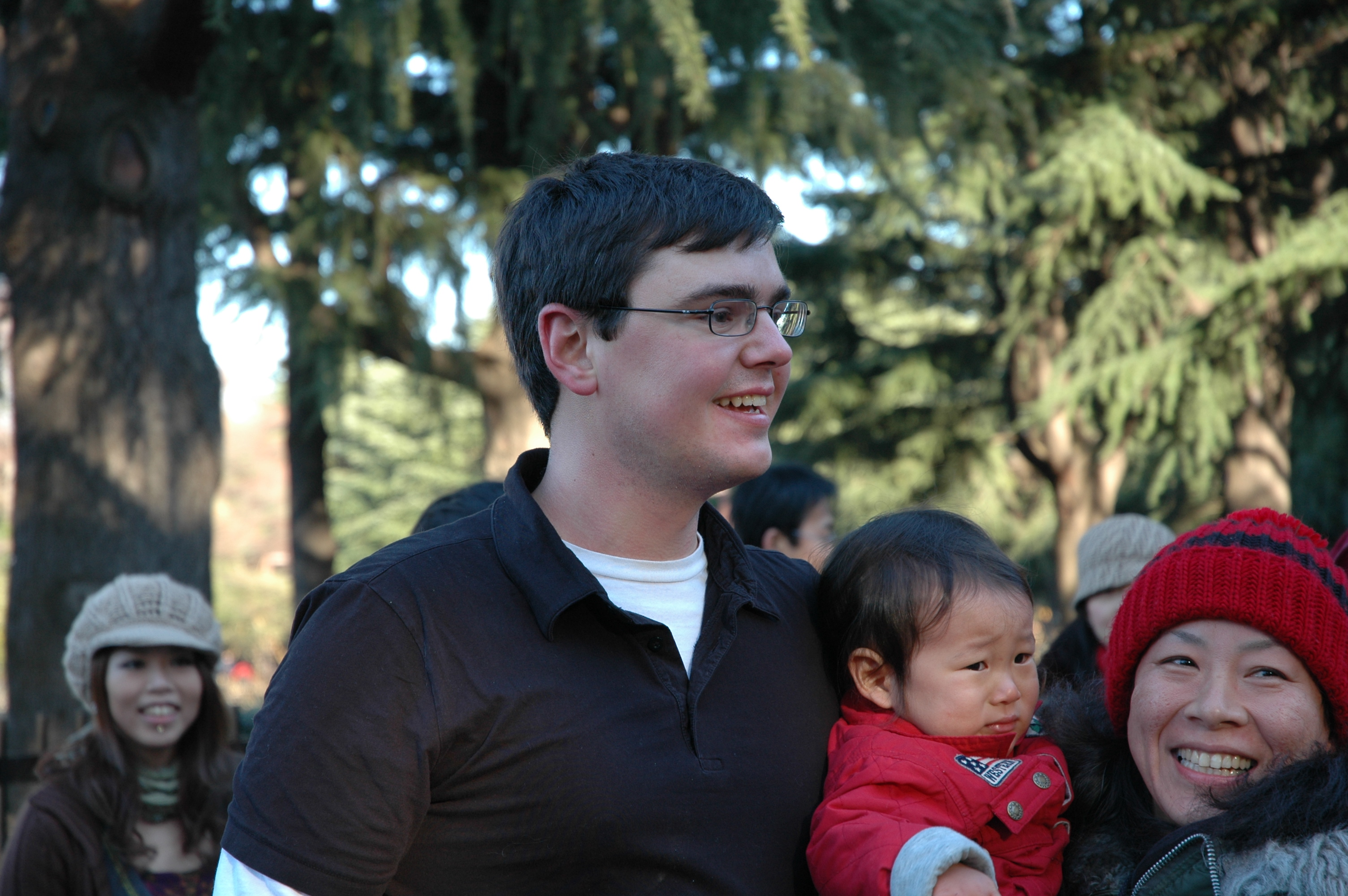
Matt Harding in Tokio, januari 2007

Matthew (Matt) Harding (Westport, 27 september 1976) is een Amerikaanse verhaalschrijver van computerspellen en een internetpersoonlijkheid. Harding is bekend om zijn viral video's genaamd Where the Hell is Matt? (Waar is Matt in Vredesnaam?) waarin hij dansend te zien is bij een groot aantal steden en bezienswaardigheden wereldwijd.
Harding is afkomstig uit Westport in de staat Connecticut maar woont in Seattle. Hij werkte bij de computerspellenverkoper Cutting Edge Entertainment, als redacteur bij GameWeek Magazine en vervolgens als programmeur voor Activision en Pandemic Studios. In 2003 besloot hij zijn baan op te zeggen omdat hij naar eigen zeggen "geen zin had twee jaar van mijn leven te besteden aan het schrijven van een spel waarin je iedereen moet doodmaken". Hij besloot te gaan reizen.
Harding stond bekend om een bepaald dansje en in Vietnam stelde een reisgenoot voor hem dansend te filmen. Harding herhaalde dit op verschillende plaatsen wereldwijd en plaatste het op zijn website. Aanvankelijk alleen bedoeld voor familie en vrienden werd het al snel veelbekeken. Zijn eerste video werd, nog voor de doorbraak van videowebsites als YouTube en Google Video, al tienduizenden keren per dag bekeken. In 2006 maakte Harding een tweede video, en accepteerde sponsoring van Stride-kauwgom. Op 21 juni 2008 bracht hij een derde video uit, dit keer danste hij op veel plaatsen samen met anderen die hij via zijn website had uitgenodigd mee te dansen.
Veel van de bestemmingen in zijn video's zijn geijkte toeristenbestemmingen als de Taj Mahal, de Eiffeltoren, de Chinese Muur, het Rode Plein en Machu Picchu, maar er bevinden zich ook veel ongebruikelijke locaties tussen, waaronder Antarctica, de DMZ Korea, onderwater bij een gezonken onderzeeër in Micronesia, Rwanda, de Very Large Array en gewichtloos in een paraboolvlucht. De eerste twee video's hebben Sweet Lullaby van Deep Forest, een lied in het bijna uitgestorven Baegu uit de Salomonseilanden, als achtergrondmuziek. De derde video heeft het op muziek gezette gedicht Praan uit het Gitanjali van de Bengaalse dichter Rabindranath Tagore als achtergrond, Bengaals gezongen door de 17-jarige Palbasha Siddique. Matt is geïnterviewd in meerdere Amerikaanse televisieprogramma's, en heeft op universiteiten lezingen gegeven over zijn ervaringen.